# Günter Bernard
Günter Bernard (Schweinfurt, 4 de novembro de 1939) é um ex-futebolista alemão que atuava como goleiro.

## Carreira
Günter Bernard se juntou ao Werder Bremen no ano de fundação da Bundesliga (1963). Ele se manteve fiel ao Bremen até sua aposentadoria em 1974 e foi titular na surpreendente campanha do título da Bundesliga em 1965. Ele jogou 287 vezes nesse nível para os alemães do norte.
Sua carreira na Alemanha Ocidental começou com uma convocação ao sub 20 em 1961, que levou Sepp Herberger a levá-lo ao escalão sênior um ano depois.
Competindo com Wolfgang Fahrian e Hans Tilkowski, Bernard fez seu primeiro jogo pela seleção em 24 de outubro de 1962. O troféu da Bundesliga que ele ganhou com o Werder Bremen, três anos depois, ajudou ele a conseguir um lugar na equipe de Helmut Schön que disputou a Copa do Mundo de 1966, mas não lhe deu a titularidade que ele desejava.
Günter Bernard fez seu quinto e último jogo pela Alemanha Ocidental como substituto de Horst Wolter contra o País de Gales em 1968.

## Títulos
- Bundesliga: 1964–65